# Ренита де Силва
Ренита де Силва (на английски: Renita D'Silva) е индийска писателка на произведения в жанра съвременен роман.

## Биография и творчество
Ренита де Силва е родена в крайбрежен град край Бангалор в Индия. Отраства в малко село. От малка желае да пише. Завършва инженерна специалност и работи в IT сектора в Бангалор – програмиране и тестване на софтуер. През 2000 г. се омъжва и заминава със съпруга си за Англия.
Когато синът ѝ тръгва на училище, а дъщеря ѝ на детска градина, тя има повече свободно време и решава да преследва писателската си кариера. Записва се в курс по творческо писане за възрастни и започва да пише разкази. Нейни разкази са публикувани в „The View from Here“, „Bartleby Snopes“, „this zine“, „Platinum Page“, „Paragraph Planet’“, и др. Те получават номинации и награди, което я окуражава да пише романи.
Първият ѝ роман „Monsoon Memories“ е публикуван през 2013 г. Сюжетите на романите ѝ са свързани с Индия.
Ренита де Силва живее със семейството си край Лондон.

## Произведения

### Самостоятелни романи
- Monsoon Memories (2013)
- The Forgotten Daughter (2014)
- The Stolen Girl (2014)
Откраднатото момиче, изд.: „СББ Медиа“, София (2020), прев. Цветана Генчева

- A Sister's Promise (2015)
Обещанието, изд.: „СББ Медиа“, София (2018), прев. Цветана Генчева
- A Mother's Secret (2016)
Майчина тайна, изд.: „СББ Медиа“, София (2017), прев. Цветана Генчева
- A Daughter's Courage (2017)
- Beneath an Endless Sky (2018)